# Бережанківська сільська рада
Бережа́нківська сільська́ ра́да — колишня адміністративно-територіальна одиниця та орган місцевого самоврядування в Горохівському районі Волинської області. Адміністративний центр — село Бережанка.
Припинила існування 14 листопада 2017 року через об'єднання до складу Городищенської сільської громади Волинської області. Натомість утворено Бережанківський старостинський округ при Городищенській сільській громаді.

## Загальні відомості
Бережанківська сільська рада утворена 22 грудня 1986 року.
- Територія ради: 16,88 км²
- Населення ради: 512 осіб (станом на 2010 рік). Кількість дворів — 187.
- Територією ради протікає річка Біла

## Населені пункти
Сільській раді підпорядковувались населені пункти:
- с. Бережанка

## Населення
Згідно з переписом УРСР 1989 року чисельність наявного населення сільської ради становила 582 особи, з яких 255 чоловіків та 327 жінок.
За переписом населення України 2001 року в сільській раді мешкало 546 осіб.

### Мова
Розподіл населення за рідною мовою за даними перепису 2001 року:
| Мова       | Відсоток |
| ---------- | -------- |
| українська | 99,64 %  |
| російська  | 0,36 %   |

## Господарська діяльність
В Бережанківській сільській раді працює 1 неповна середня школа, будинок культури, бібліотека, 1 медичний заклад, 1 АТС на 50 номерів, 2 торговельних заклади.
По території сільської ради проходить Т 1802.

## Адреса сільської ради
45713, Волинська обл., Горохівський р-н, с. Бережанка

## Склад ради
Рада складається з 12 депутатів та голови.
- Голова ради: Степанюк Сергій Володимирович

### Керівний склад попередніх скликань
| Прізвище, ім'я, по батькові   | Основні відомості                                                                     | Дата обрання | Дата звільнення |
| ----------------------------- | ------------------------------------------------------------------------------------- | ------------ | --------------- |
| Степанюк Сергій Володимирович | Сільський голова, 1974 року народження, член Всеукраїнського об'єднання «Батьківщина» | 26.03.2006   | 31.10.2010      |
| Лаврентьєва Надія Іванівна    | Сільський голова, 1963 року народження, освіта вища, член Народної партії             | 31.10.2010   | 25.10.2015      |
| Степанюк Сергій Володимирович | Сільський голова, 1974 року народження, освіта вища, безпартійний                     | 25.10.2015   |                 |

Примітка: таблиця складена за даними сайту Верховної Ради України та ЦВК

### Депутати VII скликання
За результатами місцевих виборів 2015 року:
- Кількісний склад ради: 12
- Кількість обраних: 12

#### За суб'єктами висування
| Суб'єкт висування      | Кількість обраних депутатів | %     |
| ---------------------- | --------------------------- | ----- |
| Самовисування          | 10                          | 83,33 |
| Аграрна партія України | 2                           | 16,67 |

#### За округами
| № округу | Прізвище, ім'я, по батькові     | Ким висунуто           | Дата нар.  | Освіта             | Партійна приналежність | Відомості                              |
| -------- | ------------------------------- | ---------------------- | ---------- | ------------------ | ---------------------- | -------------------------------------- |
| 1        | Безух Валентина Володимирівна   | Аграрна партія України | 01.05.1964 | середня спеціальна | безпартійна            | Бережанківська сільська рада, секретар |
| 2        | Крищук Віктор Михайлович        | Самовисування          | 30.03.1955 | загальна середня   | безпартійний           | безробітний, пенсіонер                 |
| 3        | Садовська Наталія В'ячеславівна | Самовисування          | 11.01.1979 | середня спеціальна | безпартійна            | безробітна                             |
| 4        | Пашкалян Валентина Михайлівна   | Самовисування          | 09.09.1973 | середня спеціальна | безпартійна            | Магазин, продавець                     |
| 5        | Шостак Тетяна Аркадіївна        | Самовисування          | 29.10.1987 | вища               | безпартійна            | ЗОШ І-ІІ ст. с. Бережанка, вчитель     |
| 6        | Ханащук Любов Миколаївна        | Самовисування          | 19.10.1960 | загальна середня   | безпартійна            | безробітна, пенсіонер                  |
| 7        | Панасюк Ніна Володимирівна      | Самовисування          | 08.02.1978 | загальна середня   | безпартійна            | безробітна                             |
| 8        | Горайчук Григорій Миколайович   | Самовисування          | 13.08.1961 | середня спеціальна | безпартійний           | безробітний                            |
| 9        | Лаврентьєва Надія Іванівна      | Самовисування          | 14.05.1963 | вища               | безпартійна            | Бережанківська сільська рада, голова   |
| 10       | Калитка Лілія Василівна         | Самовисування          | 30.05.1985 | середня спеціальна | безпартійна            | безробітна                             |
| 11       | Романюк Іван Володимирович      | Самовисування          | 03.10.1960 | загальна середня   | безпартійний           | безробітний                            |
| 12       | Червак Світлана Володимирівна   | Самовисування          | 07.04.1990 | середня спеціальна | безпартійна            | безробітна                             |